# Tortyra aenescens
Tortyra aenescens är en fjärilsart som beskrevs av Paul Dognin 1905. Tortyra aenescens ingår i släktet Tortyra och familjen gnidmalar. Inga underarter finns listade i Catalogue of Life.